# Janet Abbate
Janet Abbate (3 de junio de 1962) es una profesora asociada de ciencia, tecnología  y sociedad en la Universidad Estatal de Virginia. Su investigación se enfoca en la historia de la informática y el Internet, particularmente en la participación de mujeres.

## Carrera académica
Abbate recibió su doctorado en filosofía de la Universidad de Pensilvania en 1994. De 1996 a 1998, fue una becaria postdoctoral en el Centro de Historia del  Institute of Electrical and Electronics Engineers (IEEE), donde  llevó a cabo una investigación en mujeres en la computación. Se unió a la facultad de tecnología del campus del Territorio Capital Nacional Norte de Virginia en 2004 y ahora es una profesora asociada y codirectora del programa de licenciatura en Ciencia, Tecnología, y Sociedad.
Con anterioridad a su trabajo académico, Abbate era programadora, 
y sus antecedentes han sido citados en revisiones de su trabajo como relevantes para su enfoque de investigación.

## Investigación
Abbate es la autora de dos libros: Inventing the Internet (2000) y Recoding Gender:  Women’s Changing Participation in Computing (2012). Inventing the Internet fue ampliamente valorado como un trabajo importante en la historia de la computación y las redes, particularmente al destacar la función de las dinámicas sociales y de la participación no americana en el desarrollo temprano de las redes, a pesar de que otros señalaron sus antecedentes como causantes de una dificultad en presentar una narrativa no técnica. Recoding Gender también recibió valoraciones positivas, especialmente por su incorporación de entrevistas con mujeres en el campo. El libro recibió el premio del Museo de la Historia del Ordenador en 2014.